# Bouclier de Brennus
El bouclier de Brennus (escut de Brennus en català) és el trofeu que es dona a l'equip guanyador del Campionat de França de rugbi. Es tracta d'un escut simbòlic fixat sobre una planxa de fusta. Popularment se'l coneix com le bout de bois (el tros de fusta) o lo Planchòt, forma occitana també força utilitzada.

## Història
El bouclier de Brennus va ser creat el 1892 per tal de recompensar el primer guanyador de la final del recentment creat campionat de França de rugbi. Aquesta final s'havia de jugar el 20 de març d'aquell mateix any.
Va ser dissenyat pel baró Pierre de Coubertin, president de la Union des sociétés françaises de sports athlétiques, associació encarregada de l'organització del campionat – la Federació francesa de rugbi encara no existia – i va ser gravat per Charles Brennus, president del club de rugbi parisenc SCUF i gravador.

## Títols
El primer club a endur-se el bouclier de Brennus va ser el Racing Club de France el 1892. El primer club no parisenc en guanyar-lo va ser l'Stade bordelais el 1899.
El darrer club en guanyar-lo per primer cop ha estat el Castres Olympique el 2013.
Un total de 26 clubs s'han endut algun cop el bouclier:
| - 1892 - Racing Club de France - 1893 - Stade français - 1894 - Stade français - 1895 - Stade français - 1896 - Olympique de Paris - 1897 - Stade français - 1898 - Stade français - 1899 - Stade bordelais - 1900 - Racing Club de France - 1901 - Stade français - 1902 - Racing Club de France - 1903 - Stade français - 1904 - Stade bordelais - 1905 - Stade bordelais - 1906 - Stade bordelais - 1907 - Stade bordelais - 1908 - Stade français - 1909 - Stade bordelais - 1910 - FC Lyon - 1911 - Stade Bordelais - 1912 - Stade toulousain - 1913 - Aviron bayonnais - 1914 - USAP - 1920 - Stadoceste tarbais - 1921 - USAP - 1922 - Stade toulousain - 1923 - Stade toulousain - 1924 - Stade toulousain - 1925 - USAP - 1926 - Stade toulousain |  | - 1927 - Stade toulousain - 1928 - Section paloise - 1929 - US Quillan - 1930 - SU Agen - 1931 - RC Toulon - 1932 - Lyon OU - 1933 - Lyon OU - 1934 - Aviron bayonnais rugby pro - 1935 - Biarritz olympique - 1936 - RC Narbonne - 1937 - CS Vienne - 1938 - USAP - 1939 - Biarritz olympique - 1943 - Aviron bayonnais rugby pro - 1944 - USAP Perpinyà - 1945 - SU Agen - 1946 - Section paloise - 1947 - Stade toulousain - 1948 - FC Lourdes - 1949 - Castres Olympique - 1950 - Castres Olympique - 1951 - US Carmaux - 1952 - FC Lourdes - 1953 - FC Lourdes - 1954 - FC Grenoble - 1955 - USAP - 1956 - FC Lourdes - 1957 - FC Lourdes - 1958 - FC Lourdes - 1959 - Racing Club de France |  | - 1960 - FC Lourdes - 1961 - AS Béziers - 1962 - SU Agen - 1963 - Stade montois - 1964 - Section paloise - 1965 - SU Agen - 1966 - SU Agen - 1967 - US Montauban - 1968 - FC Lourdes - 1969 - CA Bègles - 1970 - La Voulte sportif - 1971 - AS Béziers - 1972 - AS Béziers - 1973 - Stadoceste tarbais - 1974 - AS Béziers - 1975 - AS Béziers - 1976 - SU Agen - 1977 - AS Béziers - 1978 - AS Béziers - 1979 - RC Narbonne - 1980 - AS Béziers - 1981 - AS Béziers - 1982 - SU Agen - 1983 - AS Béziers - 1984 - AS Béziers - 1985 - Stade toulousain - 1986 - Stade toulousain - 1987 - RC Toulon - 1988 - SU Agen - 1989 - Stade toulousain |  | - 1990 - Racing Club de France - 1991 - CA Bègles - 1992 - RC Toulon - 1993 - Castres Olympique - 1994 - Stade toulousain - 1995 - Stade toulousain - 1996 - Stade toulousain - 1997 - Stade toulousain - 1998 - Stade français - 1999 - Stade toulousain - 2000 - Stade français - 2001 - Stade toulousain - 2002 - Biarritz olympique - 2003 - Stade français - 2004 - Stade français - 2005 - Biarritz olympique - 2006 - Biarritz olympique - 2007 - Stade français - 2008 - Stade toulousain - 2009 - USAP - 2010 - ASM Clermont Auvergne - 2011 - Stade toulousain - 2012 - Stade toulousain - 2013 - Castres Olympique - 2014 - RC Toulon - 2015 - Stade français - 2016 - Racing Club de France - 2017 - ASM Clermont Auvergne - 2018 - Castres olympique |

### Nombre total de victòries
- 19 títols
  - Stade toulousain
- 14 títols
  - Stade français
- 11 títols
  - AS Béziers
- 8 títols
  - SU Agen
  - FC Lourdes
- 7 títols
  - USAP
  - Stade bordelais
- 6 títols
  - Racing Club de France
- 5 títols
  - Castres Olympique
  - Biarritz olympique
- 4 títols
  - RC Toulon
- 3 títols 
  - Aviron bayonnais
  - Section paloise
- 2 títols
  - RC Narbonne
  - Stadoceste tarbais
  - CA Bègles
  - Lyon OU
  - ASM Clermont Auvergne
- 1 títol 
  - Stade montois
  - US Quillan
  - FC Grenoble
  - Olympique de París
  - La Voulte sportif
  - US Montauban
  - US Carmaux
  - CS Vienne
  - FC Lyon

## Els tres dissortats
Tres clubs indiscutibles del paisatge rugbístic francès no han guanyat mai el bouclier, malgrat haver jugat un total de 18 finals entre els tres.
Anomenats de manera comuna les trois maudits, aquests tres clubs són:
- ASM Clermont Auvergne dissortat el 1936, 1937, 1970, 1978, 1994, 1999, 2001, 2007, 2008 i 2009, malgrat guanyar finalment l'edició del 2010 i 2017.
- US Dax dissortat el 1956, 1961, 1963, 1966 i 1973
- CA Brive dissortat el 1965, 1972, 1975 i 1996

### Finalistes dissortats
Un total de 12 clubs han arribat fins a la final del Campionat de França i no han guanyat mai el bout de bois.
- 5 finals:
  - US Dax
- 4 finals:
  - CA Brive
- 2 finals:
  - Stade bagnérais
  - SCUF
- 1 final
  - Montpellier HR
  - US Colomiers
  - CS Bourgoin-Jallieu
  - RRC Nice
  - SC Mazamet
  - US Cognac
  - FC Lézignan
  - US Carcassonne